# Malayer
Malayer este un oraș din Iran.